# Daniel Souza de Jesus
Daniel Henrique Souza de Jesus (Capão da Canoa, 14 settembre 1990) è un ex calciatore brasiliano, di ruolo difensore.

## Carriera

### Club
Ha cominciato la sua carriera nell'Internacional.